# Moravský Beroun
Moravský Beroun é uma cidade checa localizada na região de Olomouc, distrito de Olomouc.
| Ano       | 1970  | 1980  | 1991  | 2001  | 2003  |
| --------- | ----- | ----- | ----- | ----- | ----- |
| População | 2 956 | 2 827 | 3 523 | 3 431 | 3 369 |